# OVO Hydro
De OVO Hydro is een multifunctioneel stadion in Glasgow te Schotland met een capaciteit van 13.000 plaatsen. De arena organiseert concerten en sportevenementen.
De arena heette oorspronkelijk The Hydro, genaamd naar de hoofdsponsor. Van 2013 tot 2021 droeg de arena de naam SSE Hydro. De arena werd ontworpen door de Londense architecten van Foster + Partners en werd officieel geopend in 2013 met een concert van Rod Stewart. 
In 2016 werden al meer dan 750.000 tickets verkocht voor evenementen in de arena; dit zorgt ervoor dat de SSE Hydro de op 6 na drukste arena is ter wereld qua kaartverkoop. In 2018 stond de arena op plaats vier, en was het de drukstbezochte arena van het Verenigd Koninkrijk. 